# Лубна (приток Цона)
Лубна — река в России, берущая начало у границы Орловской и Брянской областей, протекает по Орловской области.
Впадает в реку Цон, в 47 км от устья последний. Длина реки составляет 27 км, площадь водосборного бассейна — 228 км². На реке есть рыборазводные пруды.

## Данные водного реестра
По данным государственного водного реестра России относится к Окскому бассейновому округу, водохозяйственный участок реки — Ока от истока до города Орёл, речной подбассейн реки — бассейны притоков Оки до впадения Мокши. Речной бассейн реки — Ока.
Код объекта в государственном водном реестре — 09010100112110000017821.